# Lijst van gebeurtenissen tijdens de Tweede Wereldoorlog: 1939

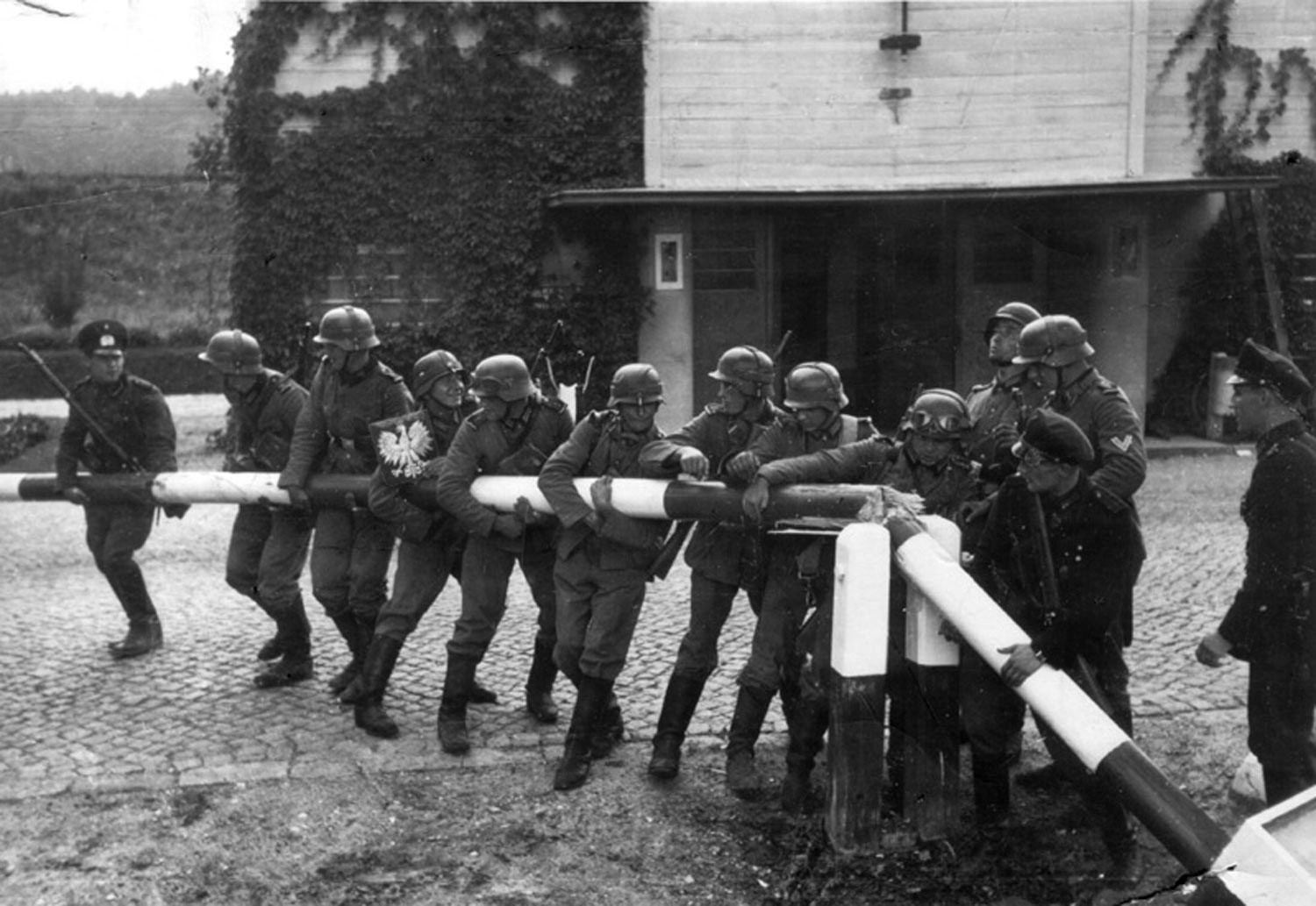
Duitsers vernielen de slagboom aan de grens met Polen

Dit is een lijst van gebeurtenissen tijdens de Tweede Wereldoorlog tijdens het jaar 1939.
De Tweede Wereldoorlog begon in de opvatting van veel historici op 1 september 1939, hoewel het op die dag nog alleen ging om oorlog in Europa, namelijk de Duitse aanval op Polen. Al in de dagen daarna verklaarden Groot-Brittannië en Frankrijk Duitsland de oorlog - de Verenigde Staten bleven afzijdig, evenals keizerrijk Japan. Maar pas met de Japanse aanval op Pearl Harbor op 7 december 1941 was er sprake van oorlog op andere continenten met twee grote blokken: geallieerden (Groot-Brittannië, VS, Frankrijk, Benelux, Denemarken, Noorwegen e.a.) en asmogendheden (Duitsland, Italië, Japan e.a.) en daardoor een echte wereldoorlog.
De maanden voorafgaand aan deze dag zijn ook opgenomen in dit artikel.
Opmerking: Bij het opzoeken van gebeurtenissen naar datum gebeurt het soms dat verschillende officiële bronnen elkaar qua datum tegenspreken. Vrijwel altijd zijn deze verschillen zeer klein, meestal één dag verschil. De oorzaak hiervan is te vinden in het feit dat bepaalde militaire acties tijdens de nacht starten en nog doorlopen in de vroege uren van de volgende dag. Ook gebeurt het dat een auteur de situatie beschrijft wanneer de actie volledig afgelopen is, met andere woorden de dag na de overgave, de dag na de vredesonderhandeling, enz. Ook zij opgemerkt dat het einde van een militair offensief of campagne niet steeds eenduidig te bepalen is. De bepaling van de datum is afhankelijk van de referentie die door de auteur werd gebruikt. Er is getracht in deze lijst zo veel mogelijk de exacte referentie van de datum aan te duiden via een omschrijving van wat er gebeurd is of bedoeld werd.

## Januari
24 januari
- Opdracht van Göring aan Heydrich, chef van de Sipo, voor de "Lösung der Judenfrage durch Auswanderung oder Evakuierung".
- Oprichting van de Reichszentrale für jüdische Auswanderung o.l.v. R. Heydrich in Duitsland

27 januari
- In de Spaanse Burgeroorlog wordt Barcelona door de troepen van Francisco Franco veroverd.

30 januari
- Rede van Adolf Hitler voor de Reichstag. Hij verklaart dat de Joden in Europa in een komende oorlog vernietigd zullen worden.

## Februari
10 februari 
- Het eiland Hainan wordt door de Japanners bezet.

13 februari 
- Uitbreiding van de dienstplicht in Duitsland: zij kan voor onbepaalde tijd worden opgelegd.

15 februari 
- Medio februari besluit de Nederlandse ministerraad tot oprichting van een kamp voor joodse vluchtelingen in Westerbork.
- Duitse verordening over de inzet van de vrouwelijke arbeidskrachten in het landbouwbedrijf en de huishouding.

24 februari 
- Hongarije sluit zich aan bij het Anti-Kominternpact.

27 februari 
- Frankrijk en Groot-Brittannië erkennen Franco's regering.

## Maart
14 maart
- Met de hulp van Hitler roepen Slowaakse separatisten de onafhankelijkheid uit van Slowakije, dat een vazalstaat van Duitsland wordt.

15 maart
- In de nacht van 14 op 15 maart wordt de Tsjechische president Emil Hácha middels intimidatie gedwongen de controle over zijn land over te dragen aan de Duitsers.
- Duitse troepen bezetten Praag.

16 maart
- Het overblijvende Tsjechische binnenland wordt ingenomen door Duitsland en hernoemd tot Protectoraat Bohemen en Moravië, dat eerst zou worden bestuurd door de Rijksprotector Konstantin von Neurath.
- Duitse divisies trekken Slowakije binnen: het land krijgt een klerikaal fascistisch zelfbestuur.

18 maart
- Generaal Franco van Spanje en President Salazar van Portugal sluiten een vriendschaps- en niet-aanvalsverdrag af; ook wel bekend als het "Iberische pact".

22 maart
- Litouwen staat het Memelland af aan Duitsland.

23 maart
- Duitsland neemt het Memelland in. Hitler geeft voor de laatste keer een toespraak naar aanleiding van een gebiedsuitbreiding zonder dat er een schot voor gelost hoefde te worden.
- Polen verwerpt de Duitse eisen over Danzig.

26 maart
- Spanje sluit zich aan bij het Anti-Kominternpact.

28 maart
- De troepen van Franco bezetten Madrid.

30 maart
- Het Verenigd Koninkrijk garandeert de Poolse onafhankelijkheid, Frankrijk zal dit voorbeeld later volgen.

31 maart
- De Spaanse nationalisten bezetten Murcia, Almeria en Cartagena.
- Chamberlain maakt het Brits-Franse garantieverdrag met betrekking tot Polen bekend.

## April
1 april
- Einde van de Spaanse Burgeroorlog, die met hulp van Hitler en Mussolini gewonnen wordt door de nationalisten onder leiding van generaal Franco. Zie ook Condorlegioen.
- De Verenigde Staten erkennen het bewind van Franco in Spanje.

7 april
- Italië valt Balkanstaat Albanië binnen.
- De Italiaanse koning Victor Emanuel wordt tot koning van Albanië geproclameerd.

14 april
- President Roosevelt (Verenigde Staten) verzoekt Hitler en Mussolini om te stoppen met de agressie in Europa.

17 april
- Begin van de diplomatieke gesprekken tussen Duitsland en de Sovjet-Unie.

19 april
- De NSB behaalt slechts 3,89% van de stemmen tijdens de verkiezingen voor de Provinciale Staten in Nederland.

26 april
- Groot-Brittannië voert de dienstplicht in.

28 april
- Adolf Hitler zegt het Duits-Brits vlootverdrag uit 1935 op en verbreekt het Duits-Pools vriendschapsverdrag uit 1934.

## Mei
3 mei
- De Joodse Sovjet-Russische volkscommissaris van Buitenlandse zaken Maksim Litvinov wordt ontslagen omdat hij geen aanvaardbare gesprekspartner is voor Duitsland.

4 mei
- De ontslagen Sovjet-Russische volkscommissaris van Buitenlandse zaken Litvinov wordt vervangen door Vjatsjeslav Molotov. Hiermee wordt een totale wending ingeluid van Moskous buitenlandse politiek.

4 mei
- Spanje verlaat de Volkenbond.

22 mei
- De Duitse minister van Buitenlandse Zaken Joachim von Ribbentrop en zijn Italiaanse ambtgenoot Galeazzo Ciano ondertekenen het staalpact. Het pact heeft een duur van tien jaar en omvat een alliantie tussen Italië en Duitsland bij internationale bedreigingen aan een van de leden; onmiddellijke hulp en ondersteuning aan de andere tijdens oorlog; er mag geen wapenstilstand ondertekend worden zonder de toestemming van de andere ondertekenaar en een samenwerking op economisch en militair vlak. Japan wordt uitgenodigd tot het pact toe te treden.

23 mei
- Hitler geeft de militaire leiding opdracht zich voor te bereiden op een oorlog met Polen.

31 mei
- Duitsland en Denemarken sluiten een niet-aanvalsverdrag.

## Juni
3 juni
- De vrije stad Danzig, een stad onder het gezag van de NSDAP, beklaagt zich over het teveel aan Poolse werknemers in zijn douanedienst. Polen reageert scherp en lokt een vloedgolf van nazipropaganda uit.

20 juni
- Het eerste raketvliegtuig ter wereld, de Heinkel He 176, maakt in Duitsland zijn eerste proefvlucht.

## Juli
20 juli
- Jozef Tiso wordt de nieuwe president van de Eerste Slowaakse Republiek.

24 juli
- Groot-Brittannië, Frankrijk en de Sovjet-Unie beloven elkaar wederzijdse steun in het geval een van de drie wordt aangevallen. De overeenkomst zal pas van kracht zijn als een gelijkaardige militaire overeenstemming is bereikt.
- Een geheime vergadering tussen de Poolse, Britse en Franse cryptografen wordt georganiseerd te Pyry, nabij Warschau, Polen. De vergadering duurt tot 25 juli en de Fransen en Britten krijgen een replica van de Enigma codeermachine mee. De Polen verklaarden dat ze reeds vanaf december 1932 in staat waren de Duitse Enigma-berichten te ontcijferen maar dat sinds de recente Duitse aanpassingen aan dat Enigma-systeem (15 september 1938, 15 december 1938 en 1 januari 1939) ze dit niet meer konden. Daarna gaf de Poolse Generale Staf in januari 1939 Maksymilian Ciężki en Gwido Langer toestemming om hun Enigma-geheimen door te geven aan de Franse en Britse collega's. De Fransen, die de Polen de Enigma-documenten hadden overhandigd wisten tot op de vergadering helemaal niets van het kraken van Enigma.

26 juli
- De Verenigde Staten zeggen het in 1911 met Japan gesloten handelsverdrag op.

## Augustus
2 augustus
- Leó Szilárd en Albert Einstein schrijven een brief aan president Franklin D. Roosevelt over de mogelijkheid van een atoombom (deze zal echter pas in oktober aan hem bezorgd worden).

11 augustus
- Adolf Hitler ontmoet Benito Mussolini te Salzburg. De bijeenkomst duurt tot 13 augustus.

15 augustus
- Troepen uit Brits Indië komen de Britse troepen in het Egypte onder Britse overheersing versterken.

19 augustus
- Duitsland stuurt veertien U-Boten de Noord-Atlantische Oceaan in.

21 augustus
- Slagschip Admiral Graf Spee vertrekt samen met haar bevoorradingsschip Altmark uit de Duitse haven Wilhelmshaven op een missie naar de Atlantische Oceaan. De missie van de Admiral Graf Spee was om raids uit te voeren op Britse handelsschepen in het zuidelijk deel van de Atlantische Oceaan om zo de aanvoerlijnen naar Groot-Brittannië te ondermijnen.
- Stalin laat weten dat hij een niet-aanvalsverdrag met Duitsland wil sluiten.

23 augustus
- De Sovjet-Unie en nazi-Duitsland ondertekenen het Molotov-Ribbentroppact, een niet-aanvalsverdrag tussen beide landen. Het verdrag bevat eveneens een geheime clausule die de verdeling regelt van Polen, de Baltische staten (Estland, Litouwen, Letland) en de annexatie van delen van Roemenië (Bessarabië en Noord-Boekovina) en Finland (Karelië).
- De Britse regering adviseert haar koopvaardijvloot geen Duitse havens meer aan te lopen.

24 augustus
- Roosevelt doet een beroep op Hitler om de vrede te bewaren. Ook paus Pius XII roept op tot vrede.
- Het Duitse pantserschip Deutschland vertrekt van Wilhelmshaven om ten zuiden van Groenland een afwachtingspositie in te nemen.

25 augustus
- Groot-Brittannië en Polen ondertekenen een wederzijds bijstandsverdrag. Hiermee verklaart Groot-Brittannië openlijk zijn steun aan Polen in het geval Duitsland Polen zou binnenvallen. Dit is een tegenvaller voor de strategie van Hitler.
- Hitler stelt de aanval op Polen voor de volgende dag vast maar herroept het bevel als Benito Mussolini hem laat weten dat Italië niet bereid is oorlog te voeren en hij hoort over het Brits-Poolse verdrag.
- Het Duitse slagschip SMS Schleswig-Holstein komt in Danzig aan.
- Een Duitse speciale-operaties eenheid die niet heeft gehoord van het uitstel van de aanval probeert een spoortunnel in de Jablunkapas (aan de Pools-Slowaakse grens) in te nemen, doch faalt na een vuurgevecht met Poolse troepen.

26 augustus
- Adolf Hitler garandeert de neutraliteit van België, Nederland, Luxemburg, Denemarken en de neutraliteit van Zwitserland.
- Frankrijk en Engeland onderhandelen met Hitler over de kwestie Danzig en de Poolse Corridor.

27 augustus
- Hitler stelt de datum voor de invasie van Polen vast op 1 september 1939.

28 augustus
- De Nederlandse regering kondigt een algemene mobilisatie af. Generaal Reijnders wordt tot opperbevelhebber van Land- en Zeemacht benoemd. Duizenden jonge mannen worden onder de wapenen geroepen en beginnen met het leggen van mijnen, bouwen van schuilkelders en het opwerpen van verdedigingslinies langs de Oude Hollandse Waterlinie.
- De eerste testvlucht van het straalvliegtuig Heinkel He 178.
- Een bomaanslag op het spoorstation in Tarnów eist 20 slachtoffers.

29 augustus
- Koningin Wilhelmina en Koning Leopold III bieden hun goede diensten aan ter bemiddeling in het Duits-Poolse conflict.

31 augustus
- Een algehele mobilisatie van het Poolse leger wordt van kracht.
- Hitler beveelt de inval in Polen die de volgende dag van start zal gaan.
- Operatie Himmler, een geheime militaire overval op een Duitse radiozender bij het Silezische grensplaatsje Gleiwitz wordt uitgevoerd door een SD-Sonderkommando, waarna de nazipropagandamachine de internationale opinie wil overtuigen dat Polen de agressor is en het Adolf Hitler toelaat met zijn divisies Polen binnen te vallen.
- Operatie Weisung 1 wordt uitgevoerd. De Duitse oorlogsmarine voert met 23 U-Boten een handelsoorlog uit, die zich voornamelijk tegen Engeland richt.
- De Russen en Mongolen onder Georgi Zjoekov verslaan de Japanners in de Slag bij Halhin Gol in de Sovjet-Japanse Grensoorlog.
- In het Verenigd Koninkrijk wordt voor de volgende dag een evacuatie aangekondigd van vrouwen en kinderen uit de gebieden die de meest waarschijnlijke doelwitten van Duitse bomaanvallen zijn.
- De Britten breken alle telefoonverkeer tussen de Verenigde Staten en Europa af, met uitzondering van gesprekken naar de Bank of England.

## September
1 september

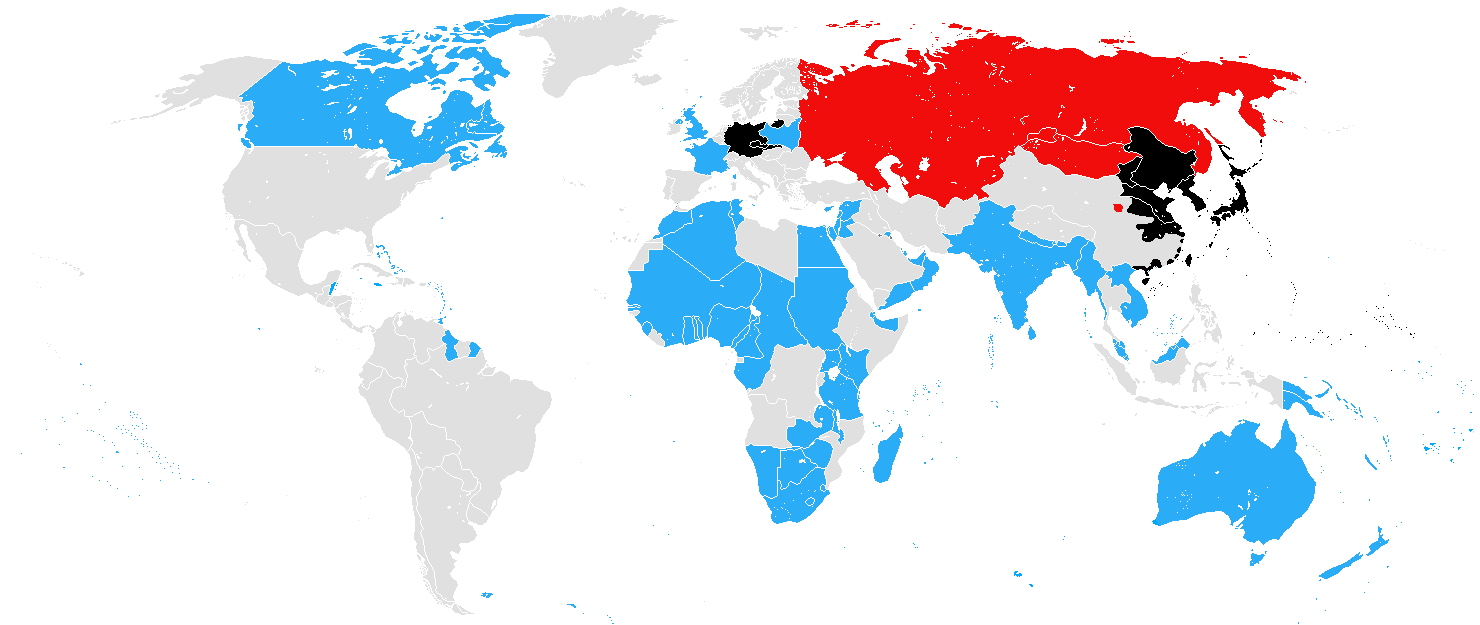
De geallieerden en de asmogendheden, september 1939

- Het begin van de Tweede Wereldoorlog. De Duitse invasie in Polen onder leiding van generaal Walther von Brauchitsch gaat van start op vrijdagochtend 4.45 uur onder codenaam Fall Weiss. Deze militaire inval zal escaleren tot wat later bekend zal worden als de Tweede Wereldoorlog. De Duitse legermacht van 63 divisies (waaronder 6 pantserdivisies en 10 gemechaniseerde divisies), ondersteund door 1300 vliegtuigen, valt via de Duitse en Slowaakse grens Polen binnen en heeft tot doel de 24 Poolse divisies uit te schakelen door een snelle omcirkeling en het doorsnijden van aanvoer- en communicatielijnen.
- Bij Gdansk wordt het Poolse garnizoen te Westerplatte door het Duitse slagschip Schleswig-Holstein beschoten.
- Adolf Hitler maakt een verklaring over 21 grensincidenten in zijn rede voor de Rijksdag en verantwoordt de invasie die 's ochtends is begonnen als een defensieve actie. Joachim von Ribbentrop en andere leden van het Ministerie van Buitenlandse Zaken lichten de internationale pers in over de vermeende Poolse agressie op het radiostation te Gleiwitz.
- Hitler maakt bekend dat hij, indien hij mocht uitvallen, zal worden opgevolgd door Hermann Göring en dat de daarop volgende in de lijn van opvolging Rudolf Hess zal zijn.
- In Duitsland wordt een verbod van kracht op het luisteren naar buitenlandse radiozenders.
- Italië legt verklaringen af dat het niet betrokken wil geraken in het conflict.
- Hitler voert het Euthanasiebevel in. Geesteszieken moeten in vijf speciale instellingen om het leven worden gebracht.
- De avondklok voor Duitse Joden wordt ingevoerd (straatverbod tijdens de wintermaanden na 20u en tijdens de zomer na 21u).
- De Duitsers voeren luchtbombardementen uit op Poolse luchtbases, verkeersknooppunten en steden.
- Het Verenigd Koninkrijk begint evacuatie van kinderen en andere kwetsbare groepen van Londen naar het platteland.

2 september
- Polen vraagt om hulp aan Groot-Brittannië en Frankrijk.
- Er wordt druk diplomatiek overleg gepleegd tussen Groot-Brittannië en Frankrijk, maar er komt geen overeenkomst.
- Duitse troepen behalen gemakkelijke overwinningen in Silezië, Pommeren, Oost-Pruisen en bij Częstochowa.
- De Duitse Heeresgruppe Süd onder leiding van generaal Wilhelm List bedreigt Krakau.
- De eerste brandstoffenbeschikking wordt van kracht in Nederland.
- De Italiaanse dictator Benito Mussolini stelt een internationale conferentie voor om het Pools-Duitse conflict op te lossen, Groot-Brittannië en Frankrijk eisen een onmiddellijke terugtrekking van de Duitse troepen. Hierop trekt Mussolini zich terug als bemiddelaar.
- Nazi-Duitsland verklaart de Noorse neutraliteit te zullen eerbiedigen.
- Neville Chamberlain (Engelse politicus) stuurt Hitler een ultimatum: als Duitsland zijn troepen niet onmiddellijk uit Polen terugtrekt, betekent dit oorlog met Groot-Brittannië.
- De Duitse zuidelijke aanvalsgroep steekt de Warta over.

3 september
- Hitler ontvangt het ultimatum van Groot-Brittannië waarin het gesommeerd wordt om voor 11.00 uur bekend te maken dat het zijn troepen uit Polen zal terugtrekken, zo niet dan zal Groot-Brittannië zich vanaf 11.00 uur in staat van oorlog beschouwen met Duitsland. Hitler negeert dit ultimatum.
- Neville Chamberlain verklaart om 11.15 uur op de BBC-radio dat Groot-Brittannië in staat van oorlog is met Duitsland.
- Frankrijk verklaart Duitsland de oorlog om 17.00 uur.
- Er wordt een oorlogskabinet opgericht te Londen en de Britten voeren een zeeblokkade in tegen Duitsland. Winston Churchill en Anthony Eden, twee felle tegenstanders van de voormalige appeasementpolitiek, treden toe tot het kabinet.
- Brits-Indië verklaart de oorlog aan Duitsland.
- Australië verklaart de oorlog aan Duitsland.
- Nieuw-Zeeland verklaart de oorlog aan Duitsland.
- De Britse premier Neville Chamberlain vormt een oorlogskabinet. Hierin bevinden zich ook Winston Churchill en Anthony Eden, belangrijke tegenstanders van de appeasement-politiek.
- Het Britse passagiersschip RMS Athenia wordt getorpedeerd door U-boot U-30 onder bevel van de luitenant-ter-zee Lemp. Er vallen 112 doden, waaronder 28 Amerikanen. De Athenia is het eerste Britse slachtoffer van het Duitse optreden op zee.
- Generaal Lord Gort wordt benoemd tot bevelhebber van de British Expeditionary Force.
- Generaal Ironside wordt, in opvolging van Lord Gort, benoemd tot stafchef van het Britse leger.
- Het grootste deel van de Poolse luchtmacht is vernietigd. De Poolse communicatielijnen zijn door de Duitse aanvallen aangetast.
- In de nacht van 3 op 4 september wordt de eerste waarheidsaanval uitgevoerd door de RAF. Start van de confetti-oorlog.
- Duitsland vraagt de Sovjet-Unie om bijstand volgens het Molotov-Ribbentroppact.

4 september
- De belastingen in Duitsland stijgen met 50%.
- Japan verklaart zich neutraal in Pools-Duitse conflict en meldt dat zijn oorlog tegen China sinds 1937 een intern probleem is.
- Het Duitse 3e Leger onder Georg von Küchler en het Duitse 4e Leger onder Günther von Kluge veroveren het deel van Polen tussen Oost-Pruisen en de rest van Duitsland, waardoor het Duitse grondgebied weer één geheel vormt.
- RAF-bommenwerpers voeren hun eerste aanvallen uit op Duitse oorlogsschepen in de Bocht van Helgoland. De Britse regering staat nog geen aanvallen toe op doelen in Duitsland.
- De Nederlandse minister-president De Geer legt voor de Tweede Kamer een regeringsverklaring af over de Nederlandse neutraliteit.
- De eerste Britse troepen landen in Frankrijk.

5 september
- De Verenigde Staten verklaren neutraal te zijn in het Europese conflict.
- Duitse troepen steken in Polen de rivier de Weichsel over.

6 september
- Egypte verbreekt de relaties met Duitsland.
- De Duitse Heeresgruppe Süd en Heeresgruppe Nord rukken op naar Warschau.
- De Poolse regering verlaat Warschau. De Poolse codebrekers die erin slaagden de Duitse Enigma te ontcijferen verlaten eveneens de stad om uit de handen van de Gestapo te blijven.
- De Duitsers nemen Krakau in.
- Het Duitse leger breekt in minimaal twee gevallen de Conventie van Genève door Poolse soldaten te doden nadat deze zich reeds hebben overgegeven.
- Zuid-Afrika verklaart Duitsland de oorlog.
- Het Poolse leger krijgt opdracht zich terug te trekken tot de Wistula.

7 september
- Franse legertroepen (patrouilles) trekken in de nacht van 7 op 8 september de Frans-Duitse grens over nabij Saarbrücken, waarmee het Saaroffensief gestart wordt. De Fransen ondervinden weinig weerstand, maar hun voortgang wordt opgehouden door de Westwall en een slechte interne organisatie.
- De Poolse linie bij de rivier de Warta wordt door de Duitsers doorbroken. Het Duitse 10e Leger rukt op vanuit het zuiden en staat op 55 km van de hoofdstad Warschau. Het 3e Leger uit het noorden arriveert aan de rivier de Narew, op 40 km van de Poolse hoofdstad. De Duitsers denken dat alle Poolse strijdkrachten omsingeld zijn en wijzigen hun plannen. Doch veel Polen kunnen de rivier de Wistula oversteken en stellen zich op ter verdediging van Warschau. De Duitsers maken een grotere omcirkeling vanaf de rivier de Bug.

8 september
- De Britten introduceren opnieuw het konvooisysteem, dat in 1918 voor het laatst werd gebruikt. Britse koopvaardijschepen in de Noordzee en de Atlantische Oceaan varen vanaf nu in konvooien met militaire bescherming.
- De Duitse 4e Pantserdivisie bereikt Warschau, voert een eerste aanval uit maar wordt teruggeslagen.

9 september
- Canada verklaart de oorlog aan Duitsland.
- De eerste eenheden van het Britse Expeditionair Leger (British Expeditionary Force, BEF) onder leiding van generaal Gort wordt naar Frankrijk verscheept.
- De Nederlandse regering geeft instructies aan generaal Reijnders voor de verdediging van de Vesting Holland en de Grebbeberg.
- De Poolse strijdkrachten gaan in het tegenoffensief aan de rivier de Bzura tegen de noordelijke flank van het Duits Achtste Leger. Dit offensief duurt tot 15 september.

10 september
- Duitsland vraagt de Sovjet-Unie voor de tweede maal om bijstand volgens het Molotov-Ribbentroppact.
- De eerste grotere groep van Britse soldaten komt aan in Frankrijk.

11 september
- Het Britse en het Franse opperbevel vergaderen voor de eerste maal.
- Irak verbreekt de relaties met Duitsland.
- De relaties tussen Saoedi-Arabië en Duitsland zijn bekoeld.
- Duitse troepen trekken over de rivier San en hebben heel Opper-Silezië veroverd.

12 september
- De opmars van de Franse strijdkrachten die deelnemen aan het Saaroffensief tussen de Maginotlinie en de Westwall wordt door Maurice Gamelin stilgelegd en de troepen moeten hun posities in stand houden tot nader order. Het Saaroffensief lijkt nutteloos nu de situatie in Polen uitzichtloos is.
- Het Tsjechische leger wordt in Frankrijk opgericht.
- Duitse troepen hebben Warschau omsingeld.

13 september
- Het Franse oorlogskabinet wordt gevormd onder premier Édouard Daladier.
- Hitler wordt met groot enthousiasme in Danzig ontvangen.
- Een kleine Duitse legereenheid steekt de Wistula over ten zuiden van Warschau.

14 september
- Ten noorden van de Waddeneilanden wordt een Nederlands militair vliegtuig neergeschoten door een Duits vliegtuig.
- De Duitsers veroveren Gdynia en Przemysl.
- Het Duitse leger bereikt Brest-Litowsk.

15 september
- Japan en de Sovjet-Unie sluiten een wapenstilstand.

16 september
- De stad Warschau weigert het Duitse bevel tot overgave.

17 september
- De Sovjet-aanval op Polen: Sovjettroepen vallen met dertig divisies Polen binnen en rukken op naar de Curzonlijn en bezetten het onverdedigde Oost-Polen.
- Warschau is omsingeld door de Duitsers en krijgt elke dag hevige bombardementen te verduren.
- Vliegdekschip HMS Courageous (50) wordt getorpedeerd en ten zuiden van Ierland tot zinken gebracht door U-boot U-29. De HMS Courageous (50) was het eerste schip van de Royal Navy dat in de Tweede Wereldoorlog verloren ging. Hierna besluiten de Britten hun vliegdekschepen niet meer in te zetten in de duikbootoorlog.
- De Poolse regering wijkt uit naar Roemenië.
- Premier Vjatsjeslav Molotov van de Sovjet-Unie verklaart dat de Poolse regering niet meer bestaat.
- In de nacht van 17 september bereikt de eerste groep Poolse cryptografen de grens tussen Polen en Roemenië. De meesten van hen zullen tegen begin oktober geïnstalleerd zijn in Château de Vignolles, nabij Gretz-Armainvilliers, Frankrijk.
- Frankrijk ziet af van zijn voor deze dag geplande offensief.

18 september
- Er ontstaan felle gevechten bij de rivier de Bzura waarbij 19 Poolse divisies worden omsingeld en uitgeschakeld.
- De Poolse president Ignacy Mościcki vlucht naar Roemenië. Onder Duitse druk legt Roemenië een huisarrest op aan de Poolse regering in ballingschap.
- Eerste propaganda-uitzendingen van William Joyce ('Lord Haw-Haw')
- De bemanning van de Poolse onderzeeboot ORP Orzeł, die gedemilitariseerd vastligt in de haven van Tallinn, weet met hun schip te ontsnappen en vaart naar Schotland. De Sovjet-Unie gebruikt dit incident later als aanleiding om Estland binnen te trekken.

19 september
- Duitse en Sovjettroepen ontmoeten elkaar bij Brest-Litovsk, Polen.
- De eerste Britse troepen van de British Expeditionary Force arriveren in Frankrijk.
- Winston Churchill stuurt een memorandum uit over de belemmering van de Duitse ertsaanvoer door de Noorse territoriale wateren.
- Conferentie van de Oslo-staten in Kopenhagen.
- Russische troepen bereiken de Pools-Hongaarse grens.

20 september
- Hitler houdt een triomfantelijke intocht in de stad Danzig (Gdansk).
- Er wordt melding gemaakt van luchtgevechten tussen Duitse en Franse jachtvliegtuigen.
- Duits-Russisch overleg over de afbakening van de grens in Polen.

21 september
- Reinhard Heydrich geeft instructies aan de SS-Einsatzgruppen om de Joden samen te drijven in getto's in enkele grote steden, als voorbereiding tot een finale oplossing.
- Duits-Russisch akkoord over de afbakening van de grens in Polen.
- De IJzeren Garde, een fascistische Roemeense groep, vermoordt de Roemeense eerste minister Armand Calinescu.
- De Franse troepenmacht die zijn posities moest standhouden in het Saaroffensief krijgt het bevel terug te trekken, mochten de Duitsers tot de tegenaanval overgaan.

22 september
- In de stad Lvov lossen Sovjettroepen de Duitsers af.
- In Groot-Brittannië wordt een rantsoenering ingevoerd voor benzine.

23 september
- Het Duitse opperbevel (Oberkommando der Wehrmacht) verklaart de Poolse Veldtocht voor beëindigd.
- Kleine schermutselingen worden gemeld aan de Frans-Duitse grens, in Saarland. De Franse tankbataljons worden teruggetrokken.

24 september
- 1 150 Duitse vliegtuigen bombarderen Warschau.

25 september
- Duitsland voert verdere rantsoeneringen in voor voedingsproducten; vlees: 600 gram per persoon per week, brood en meel: 2500 gram per persoon per week.
- Zwarte Maandag: 1200 Duitse vliegtuigen voeren een aanval uit op Warschau en veroorzaken grootschalige branden in de stad.

26 september
- De Luftwaffe valt de Britse vloot aan, die gelegen is te Scapa Flow.
- Bij Helgoland wordt KLM-toestel Mees (PH-ASM) door een Duits jachtvliegtuig beschoten waarbij een dode viel.
- De Sovjet-Unie voert hervormingen door in Oost-Polen naar het communistische Sovjetmodel.

27 september
- Warschau geeft zich over na zware bombardementen op de stad, die gestart waren op 17 september.
- Tien Poolse divisies zijn omsingeld in de vesting Modlin bij Kutno en geven zich over.
- Een Duits militair bestuur wordt gevormd voor West-Polen.
- De Amerikaanse president Franklin Delano Roosevelt stuurt een vredesoproep naar Adolf Hitler.
- Adolf Hitler informeert de bevelhebbers van de Heer, Luftwaffe en Kriegsmarine dat hij van plan is Duitsland binnenkort het Westen te laten aanvallen.

28 september
- De Poolse stad Modlin valt.
- Estland wordt gedwongen een verdrag met de Sovjet-Unie te tekenen waarin het de legering van 25.000 man Sovjettroepen in Estland toestaat.

29 september
- Het pact voor wederzijdse hulp wordt ondertekend door de Sovjet-Unie en Estland. De Sovjet-Unie krijgt toegang tot de lucht- en zeehavens van Estland.
- Ministers van Buitenlandse zaken Joachim von Ribbentrop (Duitsland) en Vjatsjeslav Molotov (Sovjet-Unie) komen een nieuwe verdeling van Polen overeen.
- De Verenigde Staten voeren het wapenembargo tegen de oorlogvoerende landen op.

30 september
- De Poolse regering in ballingschap wordt gevormd in Parijs. Generaal Władysław Sikorski wordt benoemd tot premier.
- Het Duitse vestzakslagschip Admiral Graf Spee brengt de SS Clement tot zinken voor de kust van Brazilië.
- De infanterie-eenheden die deelnamen in het Saaroffensief worden in het diepste geheim teruggetrokken om de publieke opinie niet te verontrusten.

## Oktober
1 oktober
- Na zware gevechten geeft de Poolse marinecommandant zich over en komt er een einde aan de verdediging van de Poolse kust. De marinebasis Hel wordt ingenomen door de Duitsers. Drie Poolse torpedobootjagers en drie onderzeeboten kunnen nog uit de Oostzee vluchten en zullen in Britse havens aankomen.

2 oktober
- Op de Tweede Panamerikaanse conferentie wordt een 'veiligheidszone' van 300 mijl uit de kust van de deelnemende landen (vrijwel alle onafhankelijke staten in Amerika) ingesteld. Elke oorlogsdaad tegen welke partij dan ook zal als een oorlogsdaad tegen het gehele continent worden beschouwd.

- De Sovjet-Unie dreigt Letland met een militaire bezetting als het land geen Russische bases op zijn gebied wil toestaan.

3 oktober
- Het Brits Expeditionair leger (1ste Legerkorps) neemt een sector over van het Franse leger.

4 oktober
- De Franse terugtocht uit Saarland is voltooid en hiermee sluit het Saaroffensief; slechts een veiligheidsscherm van lichte infanterie blijft achter.
- Adolf Hitler verklaart een algemene amnestie voor Duitse soldaten die burgers of krijgsgevangenen gedood hebben in de Poolse campagne.

5 oktober
- Onder Russische druk tekent Letland een gezamenlijk bijstandspact met de Sovjet-Unie. De Sovjet-Unie krijgt het recht 25.000 man op Lets grondgebied te legeren.

6 oktober
- Adolf Hitler kondigt in de Rijksdag een vredesplan aan voor Frankrijk en Groot-Brittannië.
- De evacuatie van Rijksduitsers - dus staatsburgers van het Duitse Rijk - uit Litouwen gaat van start.
- De laatste georganiseerde Poolse tegenstand eindigt bij Kock als 17.000 Polen zich overgeven. De totale Poolse verliezen bedragen: 66.000 gesneuvelden, ten minste 200.000 gewonden en 694.000 krijgsgevangenen. Ongeveer 100.000 Polen vluchten via buurlanden Litouwen, Hongarije en Roemenië. Velen geraken tot in Frankrijk en Groot-Brittannië om aldaar een Pools leger in ballingschap op te richten. De Duitse verliezen bedragen 13.981 gesneuvelden.
- Begin van de Schemeroorlog, die eindigde op 8 april 1940 met de Duitse aanval op het neutrale Noorwegen.
- De Chinezen zijn succesvol in de Slag bij Changsha. Japan slaagt er niet in Changsha in te nemen.

7 oktober
- De overbrenging van het Britse expeditieleger naar Frankrijk wordt voltooid.

9 oktober
- De eerste 22 Joodse vluchtelingen komen aan in kamp Westerbork.
- Adolf Hitler vaardigt Führerdirectief Nº 6 uit, waarin hij het Westers offensief beschrijft. Bij het directief zit ook een memorandum waarin Hitler Groot-Brittannië en Frankrijk ervan beschuldigt dat ze Duitsland bewust zwak en verdeeld houden sinds de Vrede van Westfalen in 1648 en hij zegt dat de vernietiging van de Westerse overheersing nodig was om de uitbreiding van het Duitse volk mogelijk te maken. Hitler vraagt het OKH Fall Gelb uit te werken en zo snel mogelijk van start te laten gaan.

10 oktober
- Het gezamenlijk bijstandspact tussen de Sovjet-Unie en Litouwen wordt ondertekend. Het verdrag kent een duur van 10 jaar en staat de Sovjet-Unie toe 20.000 man te legeren in bases in Litouwen.

11 oktober
- Groot-Brittannië kondigt een opleidingsschema voor piloten aan.
- Frankrijk verwerpt het vredesplan van Hitler via een radiotoespraak van premier Édouard Daladier.
- Franklin Delano Roosevelt ontvangt een brief van diverse wetenschappers betreffende de mogelijkheid van een atoombom.

12 oktober
- Groot-Brittannië verwerpt het vredesplan van Hitler.
- De Sovjet-Unie eist van Finland dat het zijn zeehavens ter beschikking stelt en een grondgebied in de Karelische Landengte overdraagt. De Finnen weigeren.
- Begin van de deportatie van Joden uit Oostenrijk en Tsjecho-Slowakije naar Polen.

13 oktober
- De U-47 onder commandant Günther Prien slaagt erin ongezien de Britse marinebasis Scapa Flow binnen te varen.

14 oktober
- In de nacht van 13 op 14 oktober wordt het Britse slagschip HMS Royal Oak getorpedeerd door U-boot U-47 van commandant Günther Prien in Scapa Flow, de thuishaven van de Royal Navy. De Royal Oak zinkt in dertien minuten en 833 Britse marinemensen komen om het leven. De U-47 ontsnapt en Günther Prien zal later als een held aankomen in Wilhelmshaven.

16 oktober
- De eerste Duitse luchtaanvallen op Brits grondgebied vinden plaats. Schepen gelegen in Firth of Forth worden beschadigd.
- De Duitsers rukken op in Saarland, waar nog een veiligheidsscherm van lichte Franse infanterie-eenheden is achtergebleven sinds 4 oktober. De laatste Franse eenheden trekken zich terug.

17 oktober
- Vrijwel het hele Saarland is opnieuw bevrijd door de Duitsers. Aan Franse en Duitse zijden zijn de verliezen gering; bij de Duitsers sneuvelen in de eerste twee maanden van de oorlog 198 man aan het westfront. De Fransen trekken zich terug tot achter de Moezel.

18 oktober
- De Franco-regering installeert zich als nieuwe leider van Spanje in Madrid.

19 oktober
- Adolf Hitler proclameert de Generaal-gouvernement tussen Oost-Pruisen en de grens waar de Sovjets de macht nu hebben en creëert een eerste Joods Getto van Lublin.
- Franz Halder, chef van de Generale staf Heer (GenStH) presenteert de militaire plannen voor Fall Gelb. Het plan stelt voor om het Belgisch grondgebied in te winnen zodat er vliegvelden en zeehavens ter beschikking zijn tegen een eventuele inval in Groot-Brittannië. Volgens het plan zou een offensief in Frankrijk pas in 1942 van start gaan. Hitler is diep teleurgesteld in het plan wegens het ontbreken van enig offensief karakter maar krijgt geen steun van zijn generaals om het plan af te wijzen.
- In Lublin wordt het eerst Joodse getto in Polen ingericht.

22 oktober
- Hitler informeert zijn Generale Staf dat Fall Gelb op 12 november 1939 moet van start gaan.

23 oktober
- Het Vaticaan protesteert tegen de behandeling van de Katholieke Kerk in Polen.
- U-47 keert terug in zijn marinebasis te Kiel nadat hij op 14 oktober de HMS Royal Oak tot zinken had gebracht in Scapa Flow.

24 oktober
- Poolse patriotten smokkelen 70 ton goud uit Warschau naar Parijs.
- Generaal Maurice Gamelin, de opperbevelhebber van de Franse strijdkrachten, besluit dat de Franse troepen België binnentrekken en posities innemen aan de rivier Schelde, in het geval de Duitsers België binnenvallen.

25 oktober
- Hitler confronteert de Chef van het OKH Walther von Brauchitsch dat de Wehrmacht Frankrijk moet binnenvallen in plaats van Noord-België.

26 oktober
- Hitler benoemt Hans Frank, een hooggeplaatste nazi en voormalig minister van Justitie, tot Gouverneur-generaal van Polen met als hoofdtaak om alle Poolse intellectuelen en Joden wreed te behandelen en te onderdrukken via georganiseerde terreurcampagnes.
- Bij het Groningse Usquert maakt een Duits Dornier-17 verkenningsvliegtuig met motorpech een noodlanding. De drie inzittenden worden in een cel van de marechaussee in Uithuizen opgesloten, omdat ze de Nederlandse neutraliteit zouden hebben geschonden. Het zwaar beschadigde vliegtuig wordt gedemonteerd en opgeslagen in een loods in Soesterberg, waar het na de inval van mei 1940 door de Duitse bezetters wordt teruggevonden.

27 oktober
- België verklaart opnieuw een neutraal land te zijn.

28 oktober
- De viering van de Tsjechische onafhankelijkheid wordt onderdrukt door de Gestapo.

30 oktober
- Hitler stelt aan Chef Operaties van het OKW Alfred Jodl voor dat de pantserdivisies van de Wehrmacht Frankrijk moeten binnenvallen via de Belgische Ardennen, een toegangsweg via welke de Fransen de Duitsers het minst verwachten. Doch de Generale Staf houdt vol dat de herfst geen periode is om aan te vallen, zeker niet door de modderige Ardennen. De bevelhebber van Heeresgruppe A, Gerd von Rundstedt, en zijn stafchef Erich von Manstein vinden dat het plan van Halder niet goed is doordacht.

31 oktober
- Vjatsjeslav Molotov verklaart voor de tweede maal dat de Sovjet-Unie neutraal is.
- Erich von Manstein dient zijn eerste van 6 memoranda in bij het OKH, waarbij hij de ene kritische opmerking na de andere op het plan-Halder voorlegt. Het ironische is dat Manstein niets weet van Hitlers bezwaren tegen het plan Halder en hij hiermee Hitler onbewust helpt.

## November
3 november
- De Amerikaanse regering start een procedure om, ondanks zijn neutraliteit, de Westerse geallieerden te helpen. Dit zal later uitgroeien tot de Lend-Lease Act.
- Chef van het OKH Walther von Brauchitsch legt de opmerkingen gegeven door Erich von Manstein naast zich neer. Hij voegt wel extra pantserdivisies toe aan Heeresgruppe A.

7 november
- Koning Leopold III en koningin Wilhelmina bieden hun diensten aan als bemiddelaars tussen de oorlogvoerenden.

8 november
- Een bom ontploft in het bierhuis Bürgerbräukeller te München, net nadat Adolf Hitler vertrokken is.

9 november
- Twee Britse agenten, Majoor Richard Stevens en Kapitein Sigismund Payne-Best worden bij café Backus nabij Venlo aan de Nederlands-Duitse grens ontvoerd. Bij deze overval, uitgevoerd onder leiding van het Venlo-commando bestaande uit Walter Schellenberg en Alfred Helmut Naujocks, werd de Nederlandse officier Dirk Klop zwaar gewond en hij overleed enkele uren later. De overval werd bekend onder de naam Venlo-incident. De aanwezigheid van deze Nederlandse 1e Luitenant was een van de "redenen" dat Duitsland later Nederland aanviel.

12 november
- Groot-Brittannië en Frankrijk leggen het verzoek tot overleg van de Belgische en Nederlandse vorsten naast zich neer.

15 november
- De Duitse minister van Buitenlandse Zaken Joachim von Ribbentrop verwerpt de onderhandelingspoging van België en Nederland.
- Generaal Maurice Gamelin, de opperbevelhebber van de Franse strijdkrachten, herroept zijn besluit van 24 oktober 1939 en beveelt via directief Nº 8 dat, in het geval de Duitsers België binnenvallen, de Franse troepen België binnentrekken en posities innemen aan de rivier de Dijle in plaats van de Schelde. De Dijle heeft een korter front, is gemakkelijker te verdedigen met de beperkte troepenmacht en verbindt de Schelde en de Maas. Mobiele troepen moeten het gebied tussen de Maas en de Maginotlinie verdedigen.

16 november
- De krijgswet wordt ingevoerd in Praag. Studenten worden doodgeschoten of gedeporteerd.

18 november
- Het passagiersschip SS Simon Bolivar op weg van Amsterdam naar Curaçao zinkt door een Duitse magnetische zeemijn bij de oostkust van Engeland en verliest 102 mensen. Dit zijn de eerste Nederlandse burgerdoden door Duits oorlogsgeweld.

22 november
- De Britten weten een Duitse magnetische mijn onbeschadigd in handen te krijgen, wat ze de kans geeft het te bestuderen om tegenmaatregelen te kunnen treffen.

23 november
- Het Britse bewapende koopvaardijschip Rawalpindi zinkt na beschoten te zijn door de Duitse slagschepen Scharnhorst en Gneisenau.
- Alle Joden in bezet Polen worden verplicht een jodenster te dragen.
- De Japanners veroveren Nanning. Hierdoor worden de bevoorradingslijnen van China naar Frans Indochina doorsneden.

26 november
- De Russen ensceneren een incident nabij de Finse grens.

30 november
- De Sovjetluchtmacht voert een verrassingsaanval uit op Helsinki en Viipuri. Dit is de start van de Winteroorlog.
- Winteroorlog: de Russische landmacht valt Finland binnen via de Karelische Landengte en de Finse oostgrens met vier legergroepen, bestaande uit een totaal van dertig divisies.

## December
1 december
- China begint een serie tegenaanvallen tegen de Japanse aanval.

4 december
- HMS Nelson wordt beschadigd door een magnetische zeemijn, het laatste slachtoffer van een magnetische zeemijn, omdat de Britse wetenschappers een oplossing vonden tegen deze dreiging.

6 december
- Het vestzakslagschip Admiral Graf Spee ontmoet zijn bevoorradingsschip Altmark. Er wordt brandstof en voedsel ingenomen en 299 gevangen zeelui overgedragen.

7 december
- Denemarken, Zweden en Noorwegen verklaren strikt neutraal te zijn in de Finse-Russische winteroorlog.
- Winteroorlog: De Slag om Suomussalmi start en zal duren tot 11 december. De Russische 163e divisie trekt in twee colonnes naar het Finse dorp Suomussalmi.

10 december
- De Chinezen gaan in de tegenaanval tegen de Japanners bij Jiangxian.

11 december
- Winteroorlog: de Finse 9e divisie voert een tegenaanval op de Russen in Suomussalmi.

12 december
- De Finnen boeken een grote overwinning op een Russische overmacht in de Slag bij Taolvajärvi.

13 december
- Treffen tussen het Duitse vestzakslagschip Admiral Graf Spee en een Brits eskader. De Duitser zoekt zwaar beschadigd dekking in de neutrale haven van Montevideo.

14 december
- De Sovjets worden uit de Volkenbond gezet na hun agressie tegen Finland en hun weigering bemiddeling door de Volkenbond te accepteren.
- Een Russische poging Taipale in te nemen mondt uit in een gevoelige nederlaag.
- De Chinezen heroveren Kaifeng.

17 december
- Het Duitse slagschip Admiral Graf Spee wordt door haar commandant, de kapitein-ter-zee Hans Langsdorff, tot zinken gebracht in de baai van Montevideo.
- De eerste Canadese troepen komen in Groot-Brittannië aan.
- Het Britse rijk ondertekent in Ottawa een verdrag over de opleiding van piloten.
- De Russen beginnen een grote aanval tegen de Finnen op de Karelische Landengte. Herhaalde pogingen om naar Summa en Lähde op te rukken, mislukken met grote Russische verliezen.

18 december
- Slag bij Helgoland: 22 Britse vliegtuigen, uitgestuurd om de Duitse scheepvaart in de Bocht van Helgoland te hinderen, worden in het eerste serieuze luchtgevecht van de oorlog verslagen door 44 Duitse jachtvliegtuigen.

20 december
- Hans Langsdorff, commandant van het op 17 december tot zinken gebrachte Duitse vestzakslagschip Admiral Graf Spee, pleegt zelfmoord.

21 december
- In Groot-Brittannië wordt de rantsoenering voor benzine, ingevoerd op 22 september 1939, weer opgeheven maar de prijs stijgt tot 30 ct per liter.

25 december
- Winteroorlog in Finland: de Russische 44e gemotoriseerde divisie probeert door te breken naar de 163e divisie.

27 december
- Het eerste militaire contingent uit Brits Indië komt in Frankrijk aan.
- Winteroorlog: de artillerie van de Finse 9e divisie arriveert aan de frontlinie en werpt een versperring op tegen de gehele Sovjet 163e divisie, die tot 30 december 1939 duurt.

23 december
- Het Duitse vrachtschip Colombus wordt tot zinken gebracht.

28 december
- In Groot-Brittannië wordt een rantsoenering ingevoerd voor vleesproducten.

30 december
- Wang Jingwei sluit een geheime overeenkomst met de Japanners, inhoudende dat hij in Nanjing een Japanse marionettenregering voor Zuid-China zal vormen. Gao Zongwu brengt echter de, zeer eenzijdig pro-Japanse, voorwaarden van het verdrag naar buiten, en Chiang Kai-shek gebruikt dit als propagandamateriaal.